# 特雷武
特雷武（法語：Trévoux，法語發音：[tʁevu]），法国中东部城市，奥弗涅-罗讷-阿尔卑斯大区安省的一个市镇，隶属于布雷斯地区布尔格区，其市镇面积为5.71平方公里，2022年1月1日时人口数量为6,931人，在法国城市中排名第1,547位。
特雷武位于安省西南部，索恩河左岸，隔河与罗讷省相望，历史上曾为栋布亲王国的国都，现为一个区域性的中心城市，多条公路在此交汇。

## 地名来源

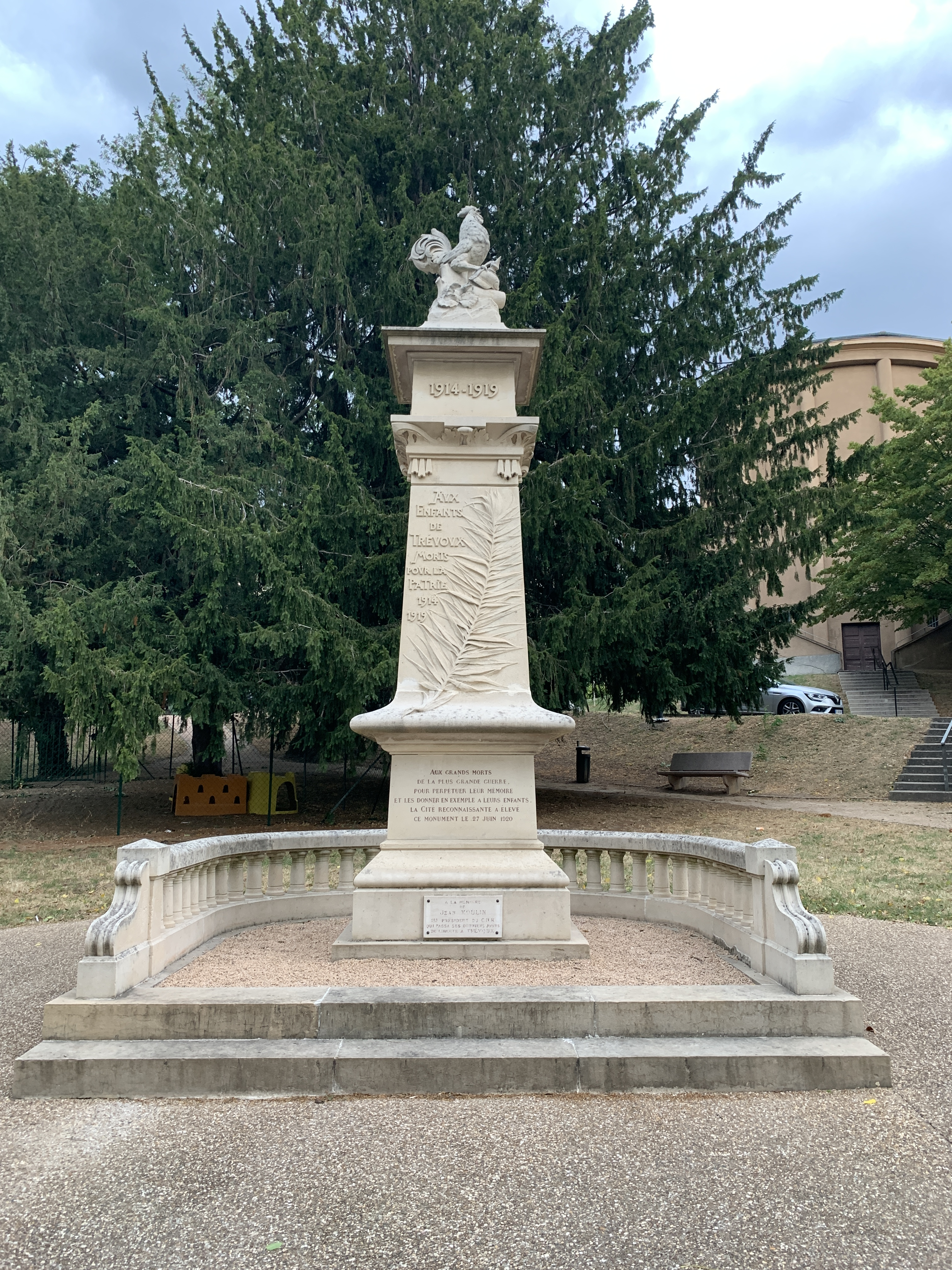
特雷武烈士纪念碑

“Trévoux”的地名来源及含义尚有待考证，当地在15世纪时曾被写作“Trivolium”、“Trivoltium”及“Trivium”。

## 历史
特雷武的早期历史尚不清楚，该地历史上可能长期为一处普通农业聚落，中世纪时曾成为图瓦尔-维拉尔家族的一处领地。1218年，博热家族的女爵与博若的安贝尔五世联姻，由此创建栋布亲王国，特雷武成为王国国都。15世纪时，栋布亲王国被波旁家族继承，1523年因夏尔三世·德·波旁与法兰西王室发生政治纷争，栋布亲王国被弗朗索瓦一世收回，后于1560年再次独立。17世纪时，得益于水运的发展，特雷武成为索恩河谷地区的一个经济中心，当地出现了钱币、印刷、金属加工等作坊。1762年，特雷武及栋布亲王国并入法兰西王国。法国大革命后，特雷武成为安省的一个市镇，并自1793年起成为该省的一个地区行署，后于1801年改为副省会。工业革命期间，里昂—特雷武铁路分段建成通车，此后又建成了沿索恩河左岸延伸的索恩河谷蓝色火车。1926年，根据庞加莱改革方案，特鲁武副省会被撤销，特雷武区被整体并入布尔格区（1955年后改名为“布雷斯地区布尔格区”）。途径特鲁武的国铁铁路线和地方铁路分别于1938年和1957年停止服务。2019年，奥弗涅-罗讷-阿尔卑斯大区启动“里昂—特雷武城际快速巴士”工程研究，该项目预计2024年底开工，2027年投入商业运营。

## 地理

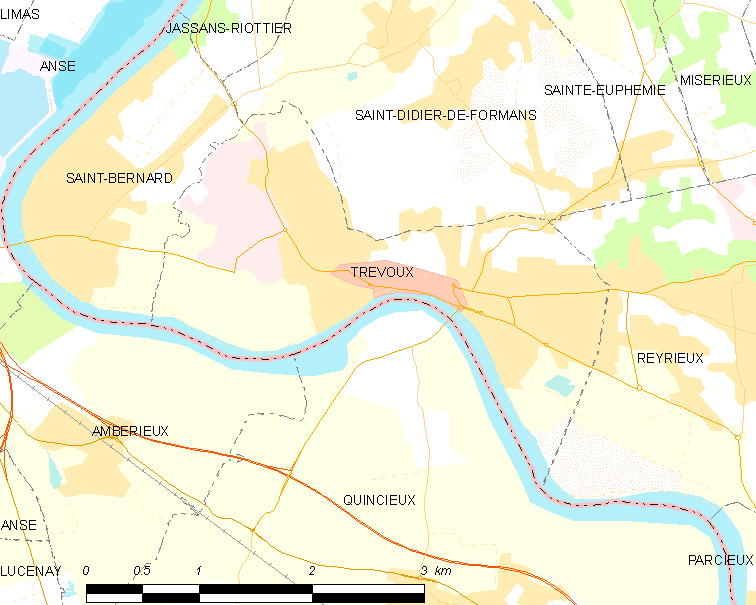
特雷武市镇范围地图

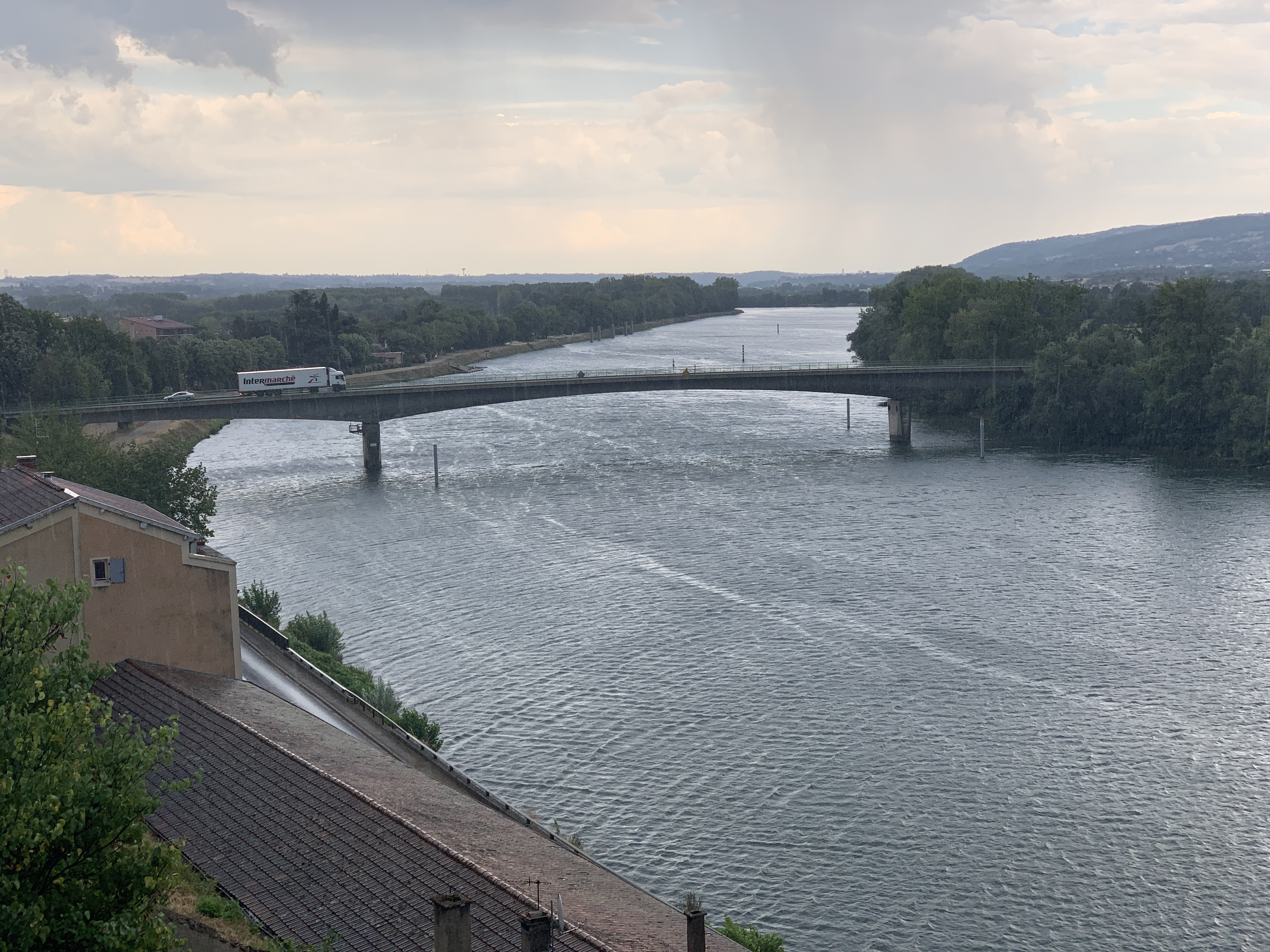
索恩河特雷武段

特雷武位于法国中东部，奥弗涅-罗讷-阿尔卑斯大区中北部和安省西南部，距离省会布雷斯地区布尔格大约52公里。与特雷武接壤的市镇包括：昂贝里约、雷里约、坎雪、圣贝尔纳和福尔芒河畔圣迪迪耶。

### 地形
特雷武位于栋布地区的西部边缘，境内以河谷平原和浅丘为主，市镇中心位于索恩河谷左岸，其中核心城区位于一处坡地地带，南低北高，部分区域起伏明显；市区西部的Le Grand Champ则是一处河流冲积平原，地势平坦。特雷武的全境海拔在167到256米之间。

### 水文
索恩河自西北向东南流经特雷武市区南侧，其左岸支流福尔芒河自北向南流经市镇西界，并在此注入索恩河。

### 植被
特雷武属于温带阔叶混交林区，林地多分布于河流附近及坡地地带，滨河地带有多处城市绿地公园。
在鲜花城市的评比中，特雷武被评为3星级鲜花城市。

### 气候
特雷武在柯本气候分类法中属于带有一定大陆性气候特征的温带海洋性气候（Cfb）。
距离特雷武最近的常年气象站位于波米耶境内，以下为该气象站的数据（其中日照数据取自里昂圣埃克絮佩里机场）：
| 波米耶 1981年－2019年 | 波米耶 1981年－2019年 | 波米耶 1981年－2019年 | 波米耶 1981年－2019年 | 波米耶 1981年－2019年 | 波米耶 1981年－2019年 | 波米耶 1981年－2019年 | 波米耶 1981年－2019年 | 波米耶 1981年－2019年 | 波米耶 1981年－2019年 | 波米耶 1981年－2019年 | 波米耶 1981年－2019年 | 波米耶 1981年－2019年 | 波米耶 1981年－2019年 |
| 月份                  | 1月                   | 2月                   | 3月                   | 4月                   | 5月                   | 6月                   | 7月                   | 8月                   | 9月                   | 10月                  | 11月                  | 12月                  | 全年                  |
| --------------------- | --------------------- | --------------------- | --------------------- | --------------------- | --------------------- | --------------------- | --------------------- | --------------------- | --------------------- | --------------------- | --------------------- | --------------------- | --------------------- |
| 历史最高温 °C（°F）   | 17.8 (64.0)           | 21.3 (70.3)           | 25 (77)               | 29.4 (84.9)           | 33.5 (92.3)           | 38 (100)              | 39.2 (102.6)          | 40.1 (104.2)          | 33.6 (92.5)           | 28 (82)               | 22.6 (72.7)           | 19.5 (67.1)           | 40.1 (104.2)          |
| 平均高温 °C（°F）     | 6.2 (43.2)            | 8.5 (47.3)            | 13 (55)               | 16.1 (61.0)           | 21 (70)               | 24.5 (76.1)           | 27.1 (80.8)           | 27 (81)               | 21.9 (71.4)           | 16.8 (62.2)           | 9.9 (49.8)            | 6.2 (43.2)            | 16.5 (61.7)           |
| 日均气温 °C（°F）     | 3.4 (38.1)            | 5 (41)                | 8.7 (47.7)            | 11.4 (52.5)           | 15.9 (60.6)           | 19.2 (66.6)           | 21.6 (70.9)           | 21.4 (70.5)           | 17 (63)               | 12.9 (55.2)           | 7 (45)                | 3.7 (38.7)            | 12.3 (54.1)           |
| 平均低温 °C（°F）     | 0.7 (33.3)            | 1.5 (34.7)            | 4.3 (39.7)            | 6.7 (44.1)            | 10.8 (51.4)           | 13.9 (57.0)           | 16 (61)               | 15.8 (60.4)           | 12.1 (53.8)           | 8.9 (48.0)            | 4.1 (39.4)            | 1.2 (34.2)            | 8 (46)                |
| 历史最低温 °C（°F）   | −11.5 (11.3)          | −12.9 (8.8)           | −10.3 (13.5)          | −3.9 (25.0)           | 0.3 (32.5)            | 5.6 (42.1)            | 8 (46)                | 7.2 (45.0)            | 3.5 (38.3)            | −3.6 (25.5)           | −9.1 (15.6)           | −11 (12)              | −12.9 (8.8)           |
| 平均降水量 mm（）     | 44.3 (1.74)           | 42.1 (1.66)           | 43.5 (1.71)           | 64.4 (2.54)           | 78.6 (3.09)           | 75.8 (2.98)           | 72.5 (2.85)           | 77.2 (3.04)           | 76.6 (3.02)           | 89 (3.5)              | 80.4 (3.17)           | 51.2 (2.02)           | 795.6 (31.32)         |
| 月均日照時數          | 72.7                  | 99.3                  | 167.8                 | 182.6                 | 216.5                 | 251.5                 | 278.6                 | 246.9                 | 186                   | 123.5                 | 71.7                  | 50.4                  | 1,947.5               |
| 来源：infoclimat      |                       |                       |                       |                       |                       |                       |                       |                       |                       |                       |                       |                       |                       |

## 行政区划
特雷武的市镇编号为01427，邮政编号为01600。
在行政管理方面，特雷武隶属于法国奥弗涅-罗讷-阿尔卑斯大区安省布雷斯地区布尔格区；在地方选举方面，特雷武是特雷武县的中央投票站所在地，其市镇范围全境被划入安省第二选区；在社会管理方面，特雷武是栋布索恩河谷市镇公共社区的办公驻地。
截至2024年9月，特雷武市镇范围内暂无任何城市敏感街区及城市政策优先街区。
法国国家统计与经济研究所（简称“INSEE”）在进行数据统计时，将特雷武及相邻的另外122个市镇设为里昂城市核心区，并将包括核心区在内的周边共499个市镇划为里昂城市区。自2020年起，里昂城市区被包含398个市镇的里昂城市辐射区代替。此外，INSEE还将特雷武市镇分为了两个“块区”（IRIS），以便于统计人口分布情况。

## 交通

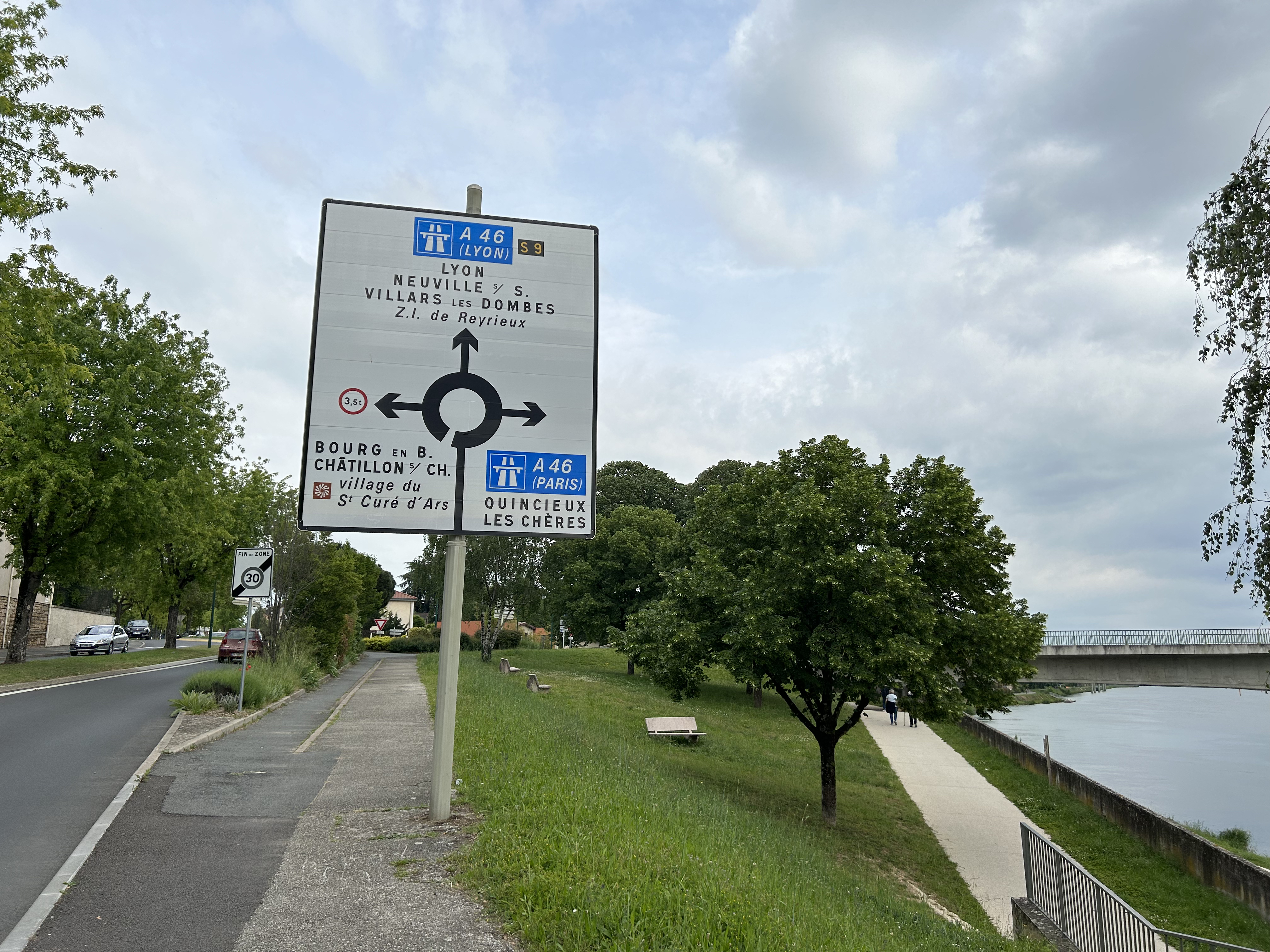
特雷武的一处公路指示牌

### 公路
安省省道D6线、D28f线和D933线在特雷武境内交汇。奥弗涅-罗讷-阿尔卑斯城际巴士（商业名称为）下属的A13线、A19线、A84线和A85线停靠特雷武，可直通博若莱地区贝尔维尔、索恩河畔自由城、布雷斯地区布尔格、索恩河畔讷维尔等地。
2021年，80.8%的特雷武家庭拥有至少一辆私人汽车。2022年，特雷武境内共发生各类交通事故1起，造成1人重伤。
| 1 | 2.7 |

| 2 | 6.7 |

| 布雷斯地区布尔格 | 51 |

| 沙蒂永 | 27 |

| 索恩河畔自由城 | 10 |

| 昂斯 | 7 |

| 维拉尔莱栋布 | 22 |

| 马雪 | 7.5 |

### 铁路
距离特雷武最近的运营中的客运铁路车站为5.4公里外的昂斯站，该站停靠往返于索恩河畔自由城和维埃纳一线的区域列车，部分班次可直通马孔及瓦朗斯。

### 航空
特雷武距离里昂圣埃克絮佩里机场的公路里程大约44公里。

### 城市公共交通
特雷武城市公共交通（商业名称为“Saônibus”）是当地的城市公共交通系统。截至2024年10月，该系统共包括两条常规公交线路，其中公交1路经过特雷武市区。

## 政治

### 市政内阁

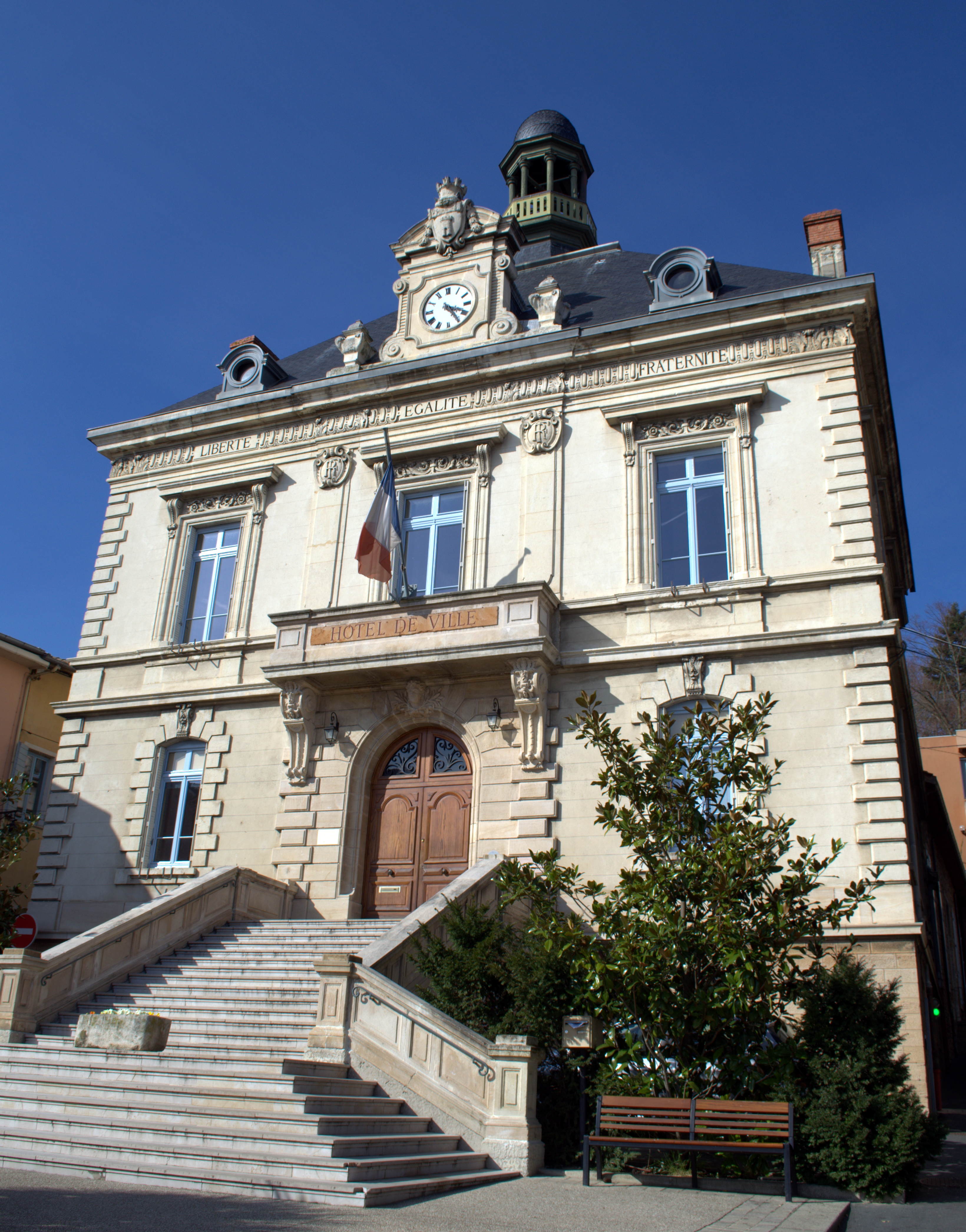
特雷武市政厅

特雷武的现任市长为马克·佩舒先生（Marc PÉCHOUX），他是共和党的一名成员，在2020年的市政选举中获得了53.25%的支持率。
| 特雷武历届市长 | 特雷武历届市长                 | 特雷武历届市长                     |
| 任期           | 市长                           | 党派                               |
| -------------- | ------------------------------ | ---------------------------------- |
| 1944年－1947年 | Gustave CLAVEZ 居斯塔夫·克拉韦 | SFIO工人国际法国支部               |
| 1947年－1971年 | Émile DUBUIS 埃米尔·迪比       | MRP人民共和运动                    |
| 1971年－1989年 | Michel VITTORI 米歇尔·维托里   | UDR共和国保卫联盟 →RPR保衛共和聯盟 |
| 1989年－2014年 | Michel RAYMOND 米歇尔·雷蒙     | PS社会党 →DVG左翼无党派人士        |
| 2014年－       | Marc PÉCHOUX 马克·佩舒         | DVD右翼无党派人士 →LR共和黨        |

### 各级选举
| 特雷武历届投票选举结果 | 特雷武历届投票选举结果 | 特雷武历届投票选举结果 | 特雷武历届投票选举结果 | 特雷武历届投票选举结果  | 特雷武历届投票选举结果 | 特雷武历届投票选举结果 | 特雷武历届投票选举结果  | 特雷武历届投票选举结果 | 特雷武历届投票选举结果 |
| 选举项目               | 选举范围               | 选区单位               | 选区单位内的选举结果   | 选区单位内的选举结果    | 选区单位内的选举结果   | 选区单位内的选举结果   | 选区单位内的选举结果    | 选区单位内的选举结果   | 参考资料               |
| 选举项目               | 选举范围               | 选区单位               | 第一轮胜出者           | 第一轮胜出者            | 支持率                 | 第二轮胜出者           | 第二轮胜出者            | 支持率                 | 参考资料               |
| ---------------------- | ---------------------- | ---------------------- | ---------------------- | ----------------------- | ---------------------- | ---------------------- | ----------------------- | ---------------------- | ---------------------- |
| 2017年法國總統選舉     | 法國                   | 市镇                   |                        | 埃马纽埃尔·马克龙       | 23.81%                 |                        | 埃马纽埃尔·马克龙       | 67.5%                  | [ 28 ]                 |
| 2017年法国立法选举     | 安省第二选区           | 市镇                   |                        | 玛丽·让娜·贝盖          | 37.94%                 |                        | 玛丽·让娜·贝盖          | 56.8%                  | [ 28 ]                 |
| 2019年欧洲议会选举     | 法國                   | 市镇                   |                        | 纳塔莉·卢瓦索           | 26.03%                 | （不适用）             | （不适用）              | （不适用）             | [ 30 ]                 |
| 2021年法国省级选举     | 安省                   | 县                     |                        | 纳塔莉·巴尔德 马克·佩舒 | 35.48%                 |                        | 纳塔莉·巴尔德 马克·佩舒 | 64.12%                 | [ 31 ] [ 32 ]          |
| 2021年法国省级选举     | 安省                   | 市镇                   |                        | 纳塔莉·巴尔德 马克·佩舒 | 39.11%                 |                        | 纳塔莉·巴尔德 马克·佩舒 | 53.3%                  | [ 31 ] [ 32 ]          |
| 2021年法国大区选举     |                        | 市镇                   |                        | 洛朗·沃基耶             | 37.25%                 |                        | 洛朗·沃基耶             | 49.54%                 | [ 33 ]                 |
| 2022年法国总统选举     | 法國                   | 市镇                   |                        | 埃马纽埃尔·马克龙       | 29.17%                 |                        | 埃马纽埃尔·马克龙       | 63%                    | [ 28 ]                 |
| 2022年法国立法选举     | 安省第二选区           | 市镇                   |                        | 吕米尔·拉普雷           | 32.72%                 |                        | 罗曼·多比耶             | 51.97%                 | [ 28 ]                 |
| 2024年欧洲议会选举     | 法國                   | 市镇                   |                        | 若尔丹·巴尔代拉         | 27.88%                 | （不适用）             | （不适用）              | （不适用）             | [ 28 ]                 |
| 2024年法国立法选举     | 安省第二选区           | 市镇                   |                        | 马克西姆·梅耶           | 33.54%                 |                        | 罗曼·多比耶             | 65.26%                 | [ 28 ]                 |

## 人口
2021年，特雷武市镇人口数量为6,947，在法国排名第1,547位。其中男性3,442人，女性3,505人，75岁及以上人口占5.6%，外籍人口数量为786人，人口密度为1,217人/平方公里，当地居民被称为（男性）或（女性）。2022年，特雷武境内出生80人，死亡人口31人。
| 特雷武1901年－2021年人口变化情况 |
|                                  |
| 数据来源：Cassini、INSEE         |

## 经济
特雷武是一个区域性的中心城市。截至2024年10月，特雷武市镇范围内共有各类用人单位（包含自雇）1,080家，平均历史为15年，其中98.85%为中小型企业（PME），2024年8月至10月间，当地的经济活力指数为0。（金属部件制造）、（医疗器械制造）及（建筑工程设备租赁）是当地2022年已公布营业额最高的三个企业，分别为99,805,847欧元、77,522,079欧元和71,407,396欧元。

## 财政与居民收入
2022年，特雷武的财政收入总额为6,921,470欧元，财政支出总额为6,189,350欧元，当年的债务总额为9,644,570欧元。2022年，特雷武市镇通过增值税获得1,316,670欧元的收入，此外当地还共获得了1,196,380欧元的国家直接财政补助。
| 特雷武居民收入情况                               | 特雷武居民收入情况 | 特雷武居民收入情况    | 特雷武居民收入情况 |
| 内容                                             | 特雷武             | 法国                  | 统计年份           |
| ------------------------------------------------ | ------------------ | --------------------- | ------------------ |
| 征税家庭总数                                     | 2,941              | 1,081（法国市镇平均） | 2022年             |
| 居民平均月收入                                   | 2,488欧元          | 2,435欧元             | 2022年             |
| 高级职员人均月收入                               | 4,102欧元          | 4,331欧元             | 2021年             |
| 中级职员人均月收入                               | 2,437欧元          | 2,470欧元             | 2021年             |
| 普通职员人均月收入                               | 1,853欧元          | 1,801欧元             | 2021年             |
| 贫困率                                           | 11%                | 14.5%                 | 2020年             |
| 青壮年（15至64岁）失业率                         | 10.4%              | 7.4%                  | 2020年             |
| 征税家庭数量占比                                 | 50.0%              | 45.5%                 | 2020年             |
| 家庭年均纳税                                     | 3,306欧元          | 4,393欧元             | 2022年             |
| 资料来源：INSEE、L'Internaute、Le Journal du Net |                    |                       |                    |

## 社会事务

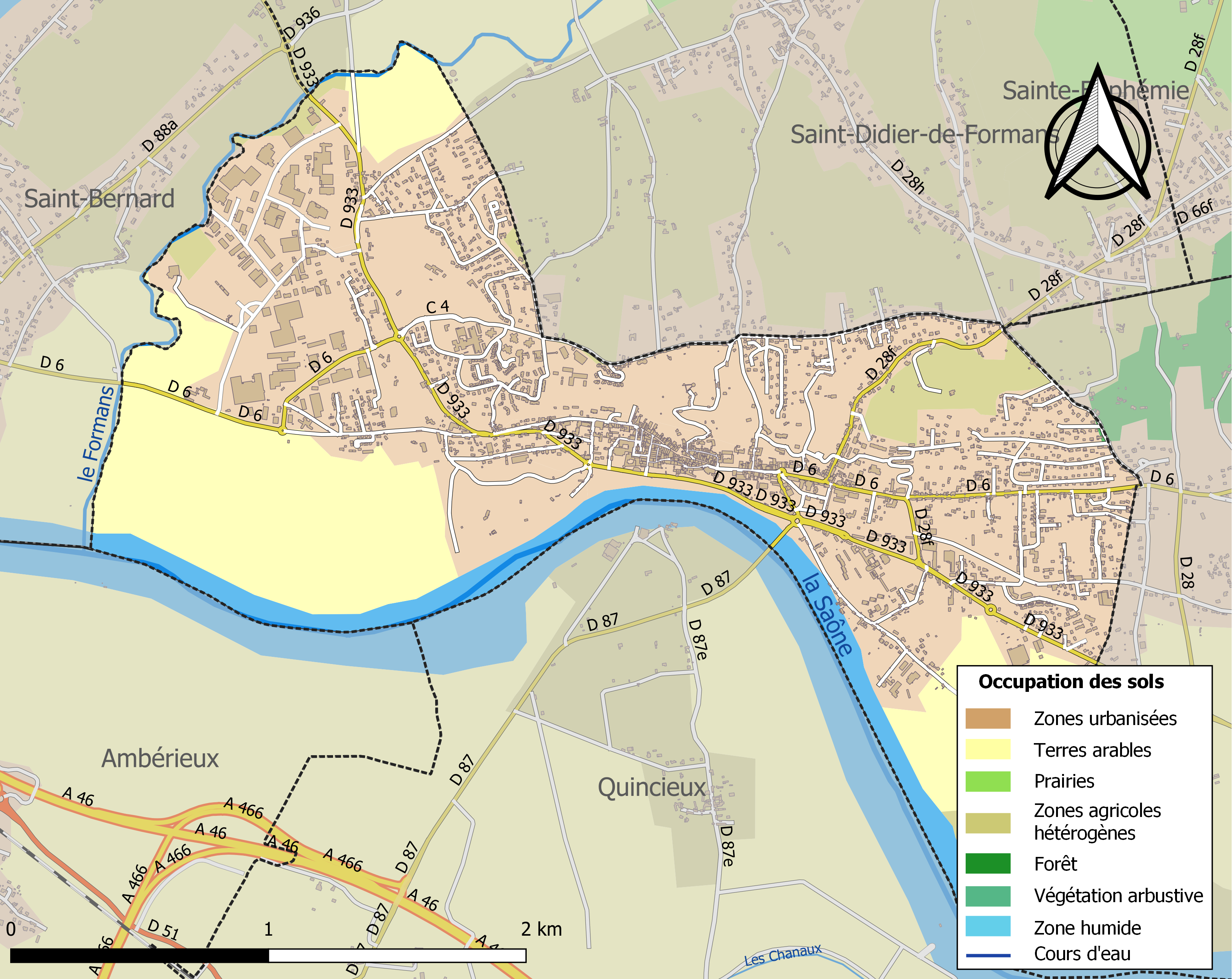
特雷武土地利用情况地图

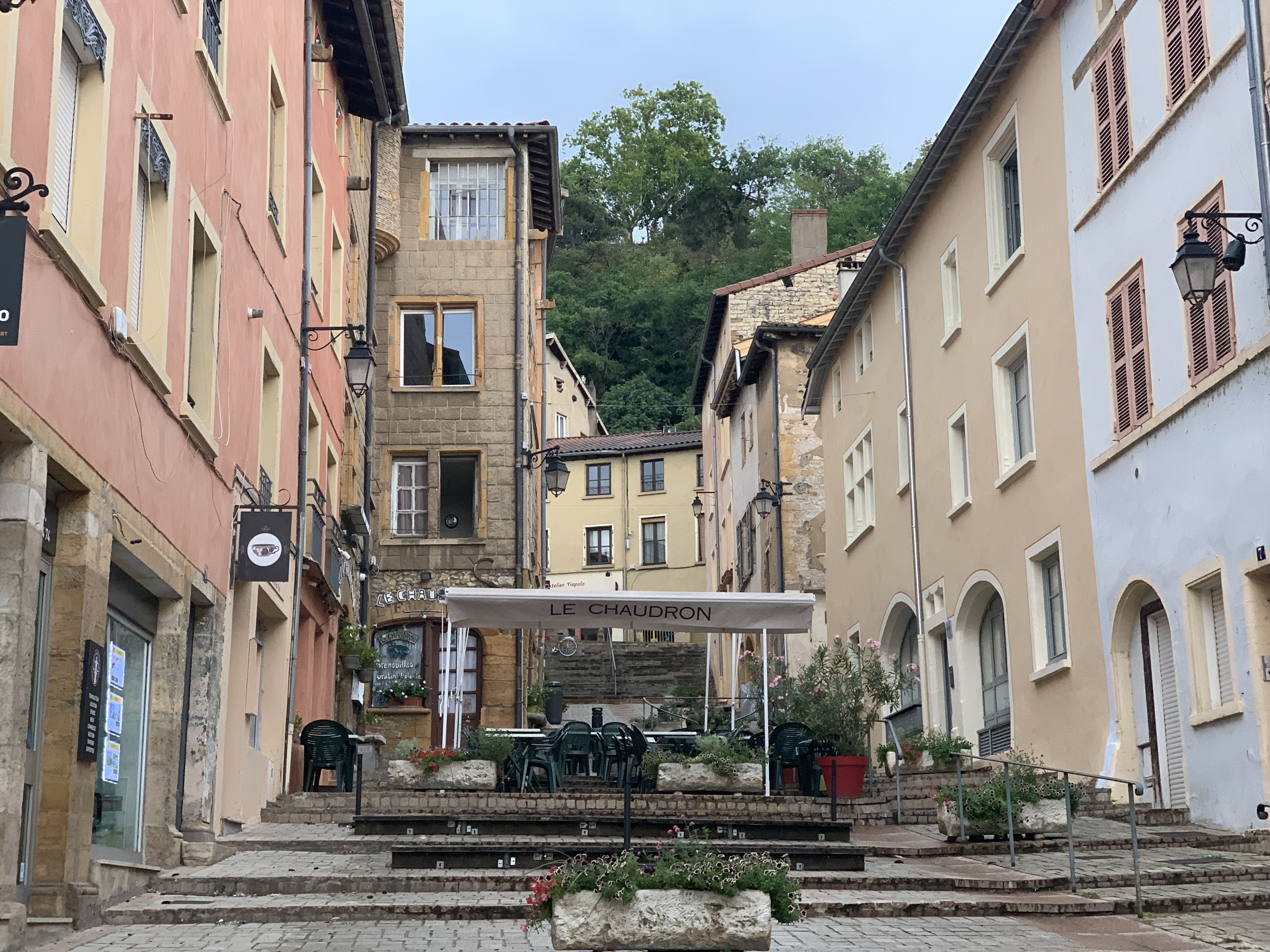
港口街

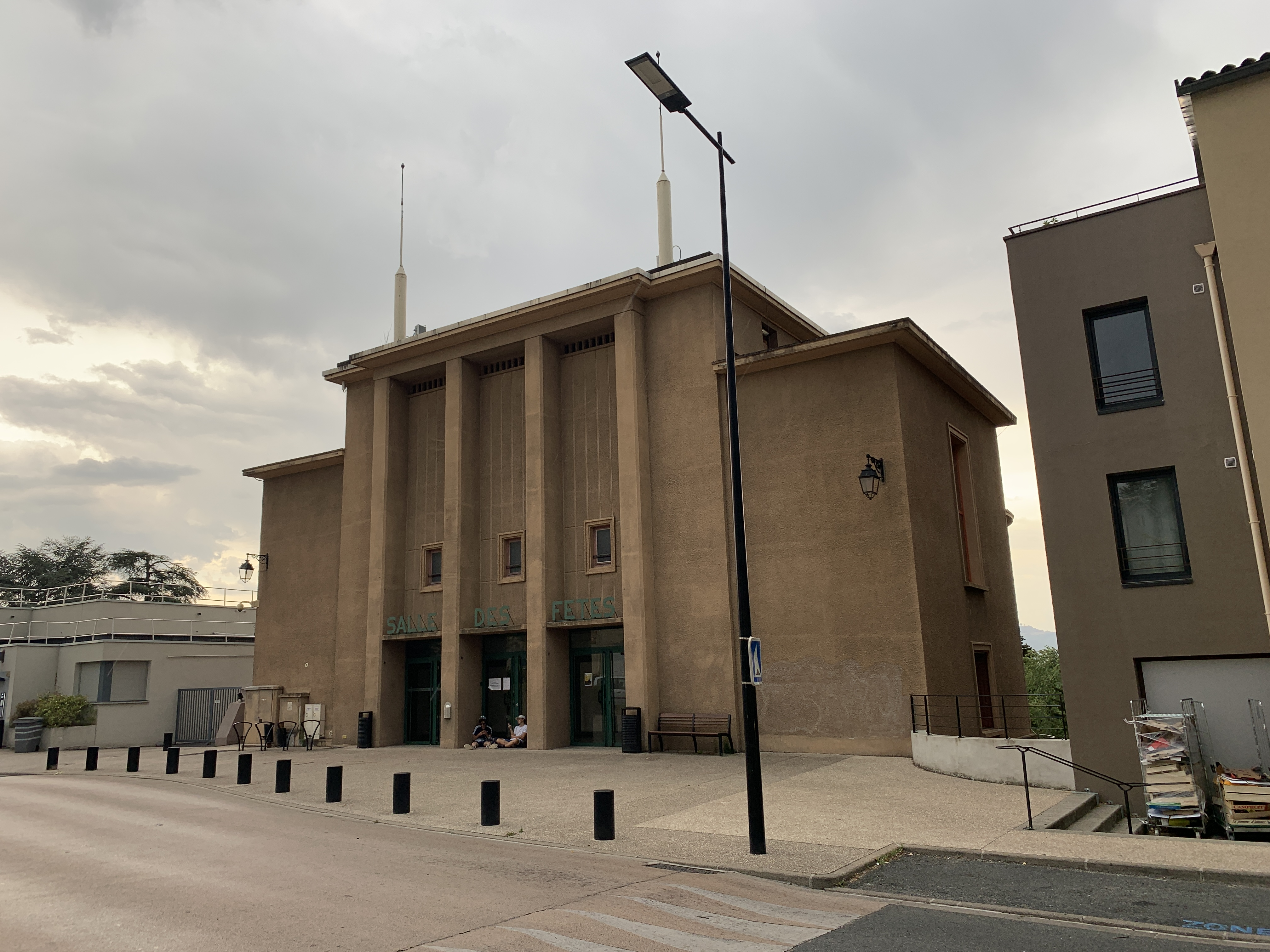
活动中心

### 教育
特雷武属于里昂学区。截至2023年1月1日，特雷武境内共有1所幼儿园、3所小学、2所初级中学和1所普通高中。2022至2023学年度，特雷武境内共有在校中等教育阶段学生2,761名。

### 医疗
截至2023年1月1日，特雷武境内共有全科医生12名、保健师9名、牙医5名、护士18名和助产士3名。境内共有药房2家、残疾人帮扶中心1家。
距离特雷武最近的区域性医疗机构为西北医疗集团（Hôpitaux Nord-Ouest），该机构在特雷武市中心设有一处设有床位139个的病区。

### 住房
2021年，特雷武境内共有各类住房3,439套，其中44.0%为独立式住宅，55.7%为集中式住宅。常住房屋占特雷武市镇范围内居民建筑总量的89.0%。
在住房保障政策方面，2023年，特雷武境内共有1,350户家庭获得了家庭津贴补助，受益人数占总人口数量的19.4%，其中445份为房租补助。

### 商业
2021年，特雷武境内共有各类实体商铺194家，其中餐厅23家、大型超市1家、杂货店2家、面包房9家、肉铺2家、书店2家、银行门店7家、美容美发店9家、汽车维修店10家。特雷武镇中心建有一家SPAR便民超市，市区东部则有一家家乐福商场。

### 体育
2023年，特雷武境内共有1家游泳池、3间体育馆、1座综合体育场、1处网球场、2处足球或橄榄球场以及1处篮球或排球场。
截至2024年10月，米塞里约-特雷武体育联盟（Association Sportive Misérieux-Trévoux，编号542553）是特雷武境内唯一的一家注册足球俱乐部，该俱乐部成立于1992年，其主队2024至2025赛季参加奥弗涅-罗讷-阿尔卑斯大区足球联赛乙组（法国第七级别），其主场为费唐体育中心（Complexe sportif de Fétan）。

### 环境
特雷武的环境事务由其所属的栋布索恩河谷市镇公共社区联合各级政府协调负责。2021年，特雷武境内共有3家污染企业。

### 治安
2021年，特雷武市镇范围内共有1处宪兵队。
特雷武国家宪兵队（zone gendarmerie de Trévoux）的管辖范围共包括86个市镇。2020年，该宪兵队累计记录各类案件5,716起，其中盗窃类案件3,300起，经济类案件852起，毒品交易类案件147起。

## 文化
2023年，特雷武境内共有1家电影院。特雷武境内建有拉帕斯雷勒市际多媒体中心（Médiathèque intercommunale La Passerelle），每周二、三、五、六向公众开放。

### 建筑
特雷武境内有多处历史建筑，其中圣桑福里安教堂、栋布执政宫等为法国国家文物保护单位。

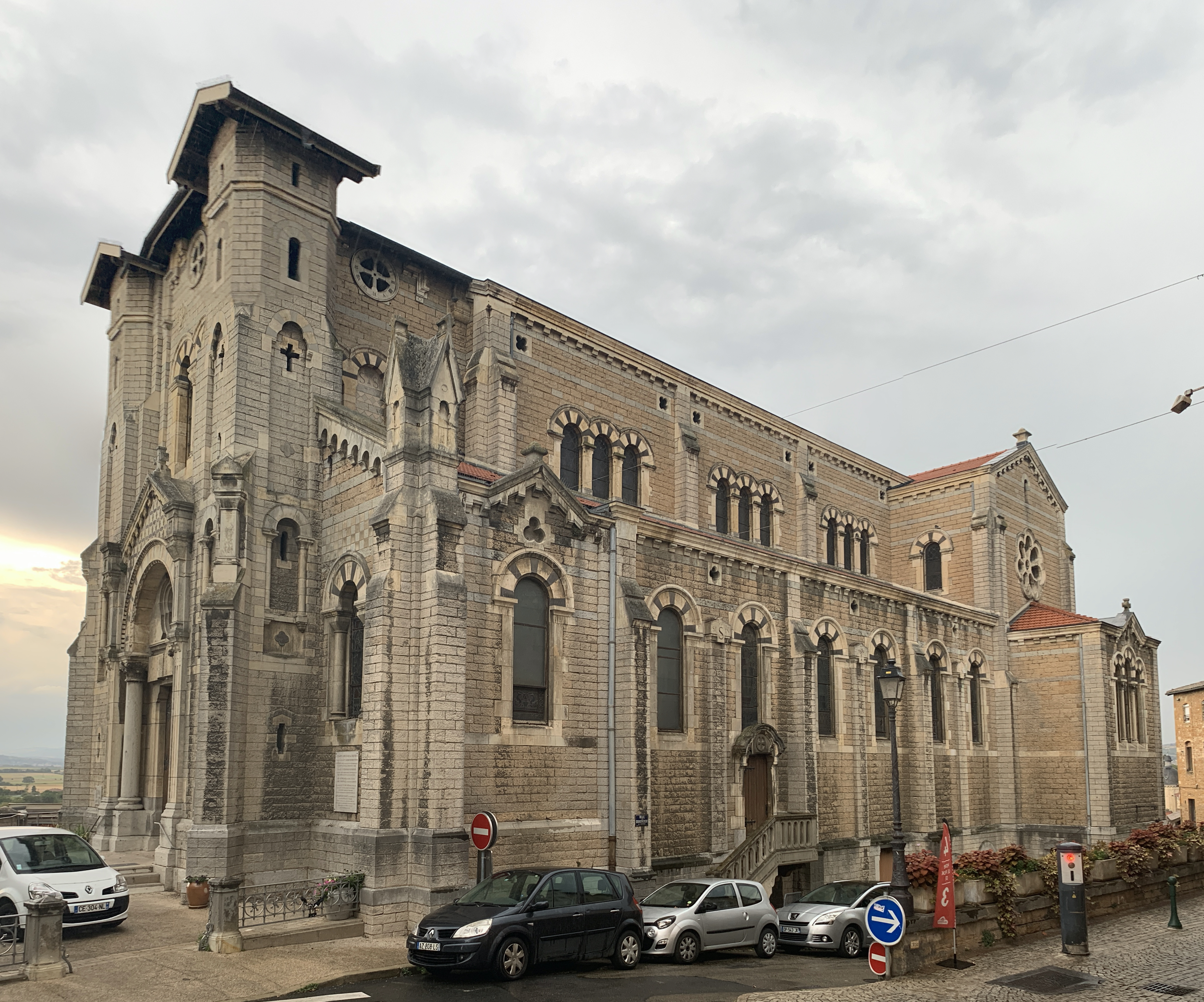
圣桑福里安教堂（法语：Église Saint-Symphorien de Trévoux）
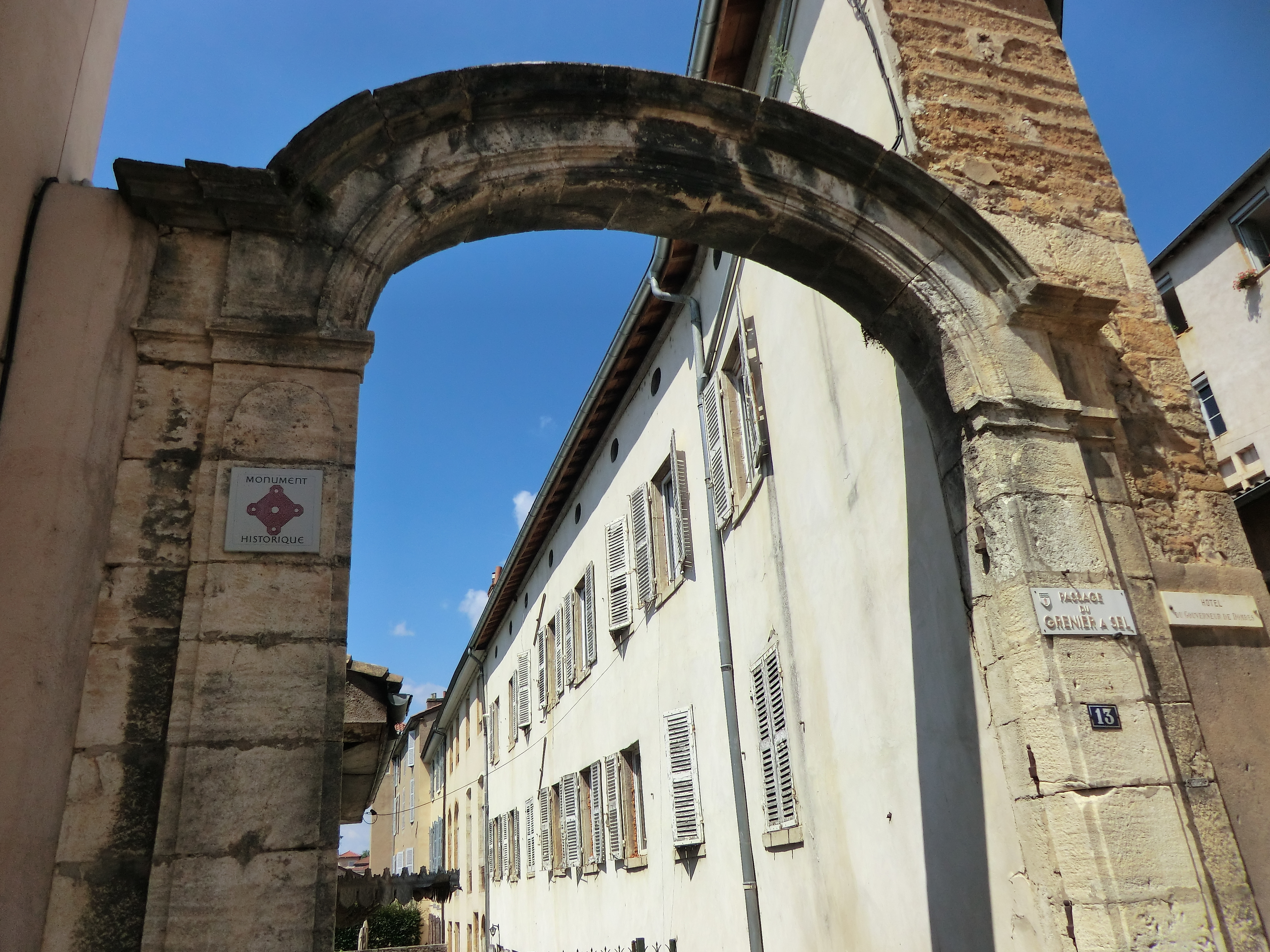
栋布执政宫（法语：Hôtel du gouverneur des Dombes）
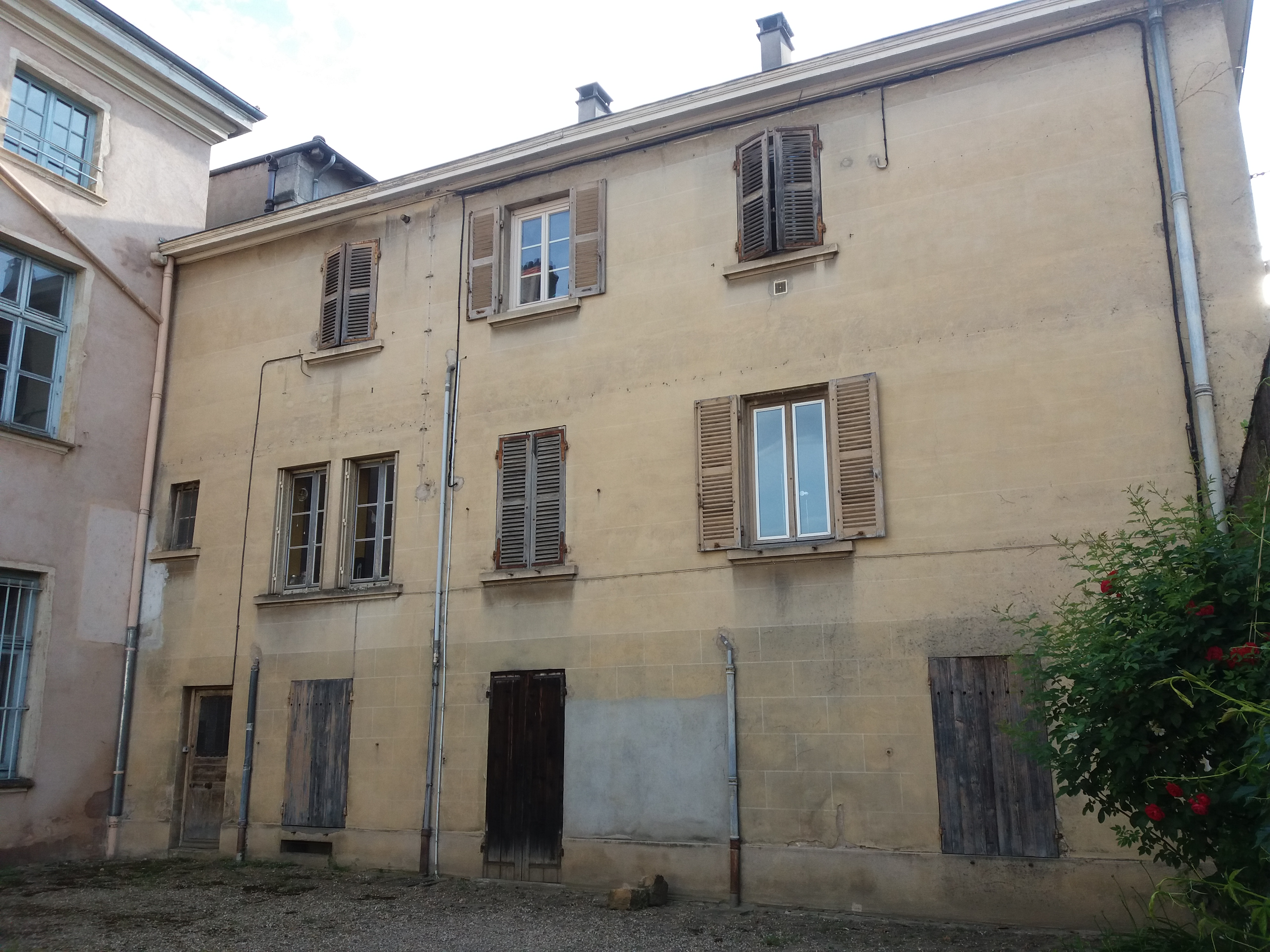
博塞茹尔宫
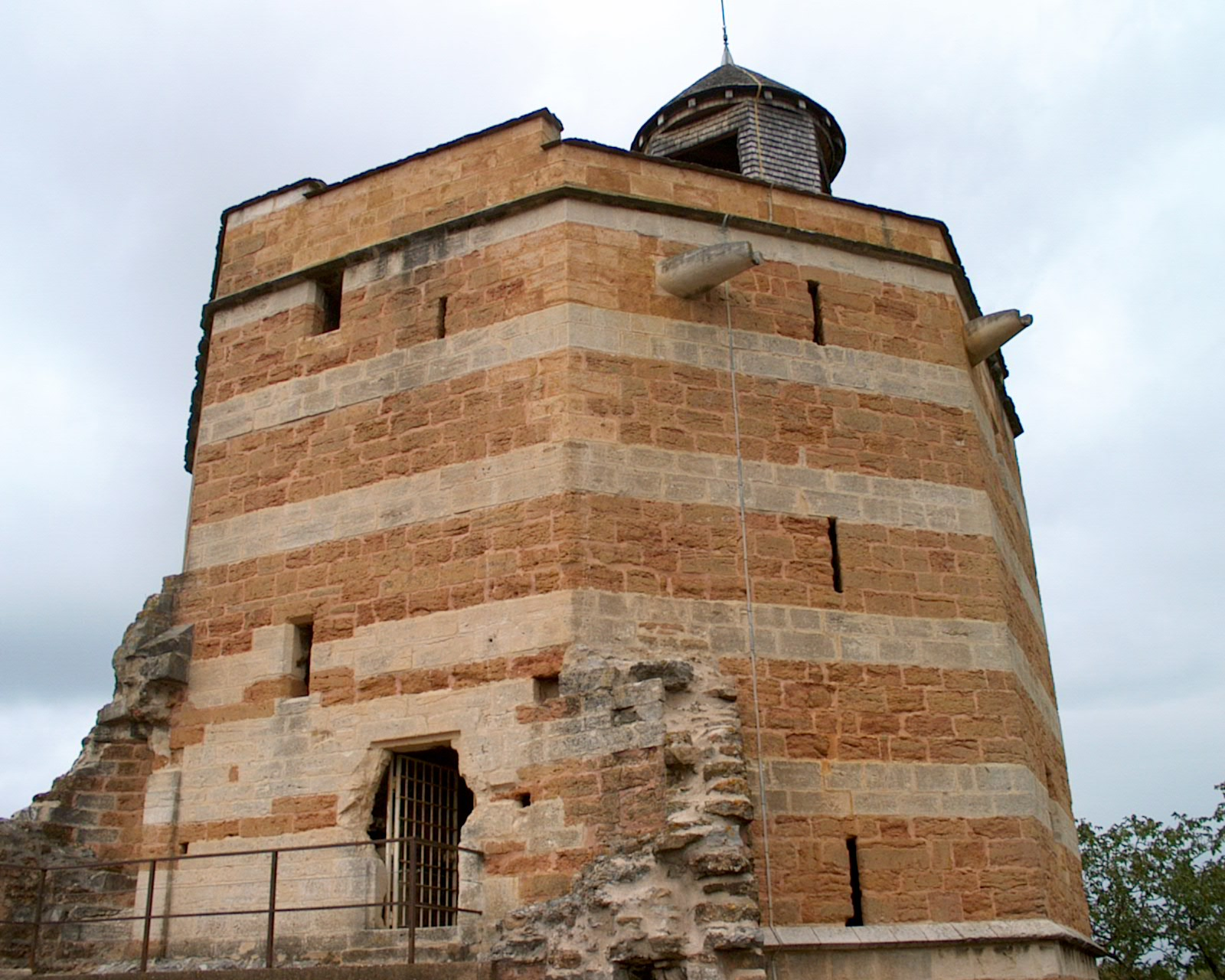
特雷武城堡（法语：Château de Trévoux）
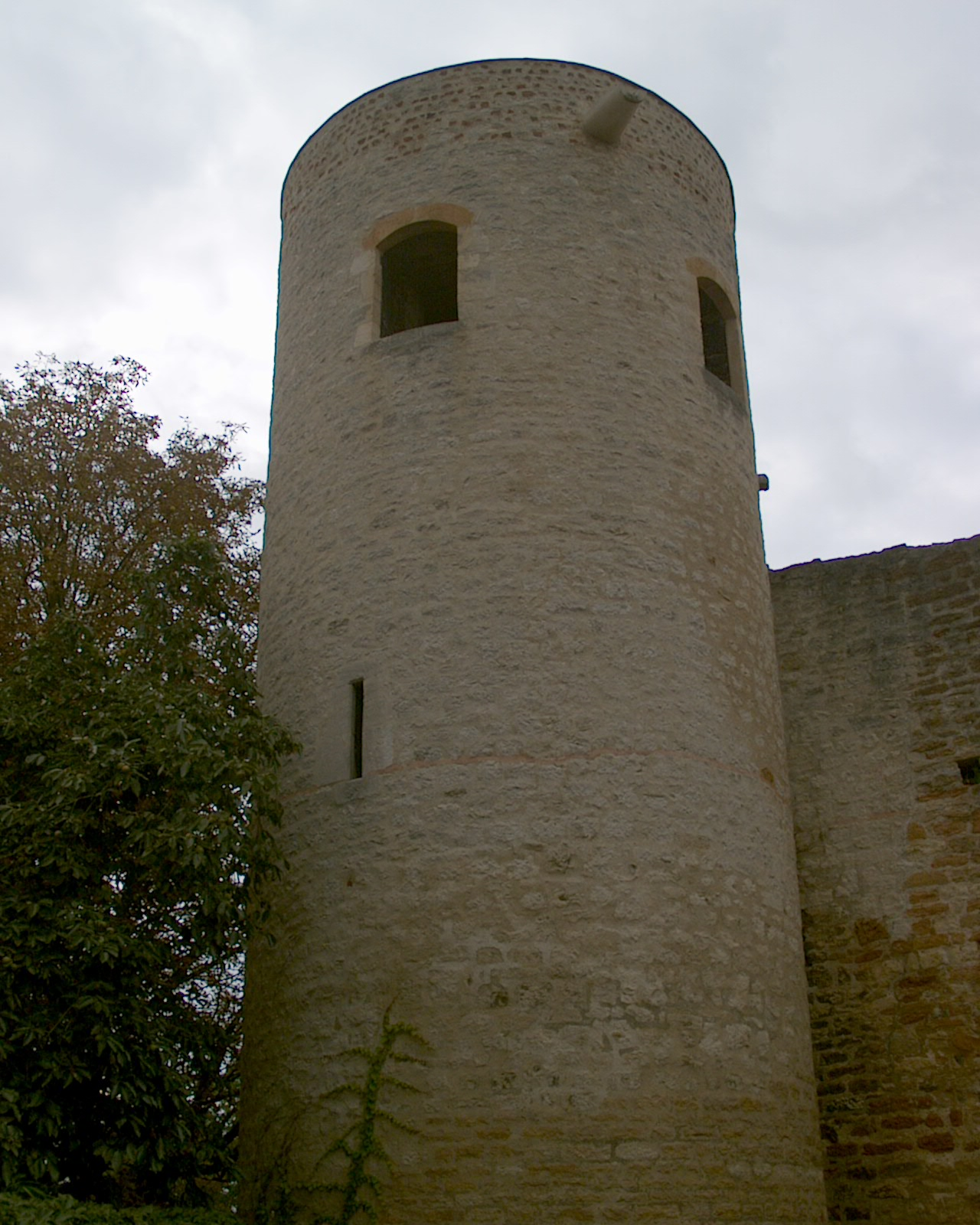
城堡塔楼
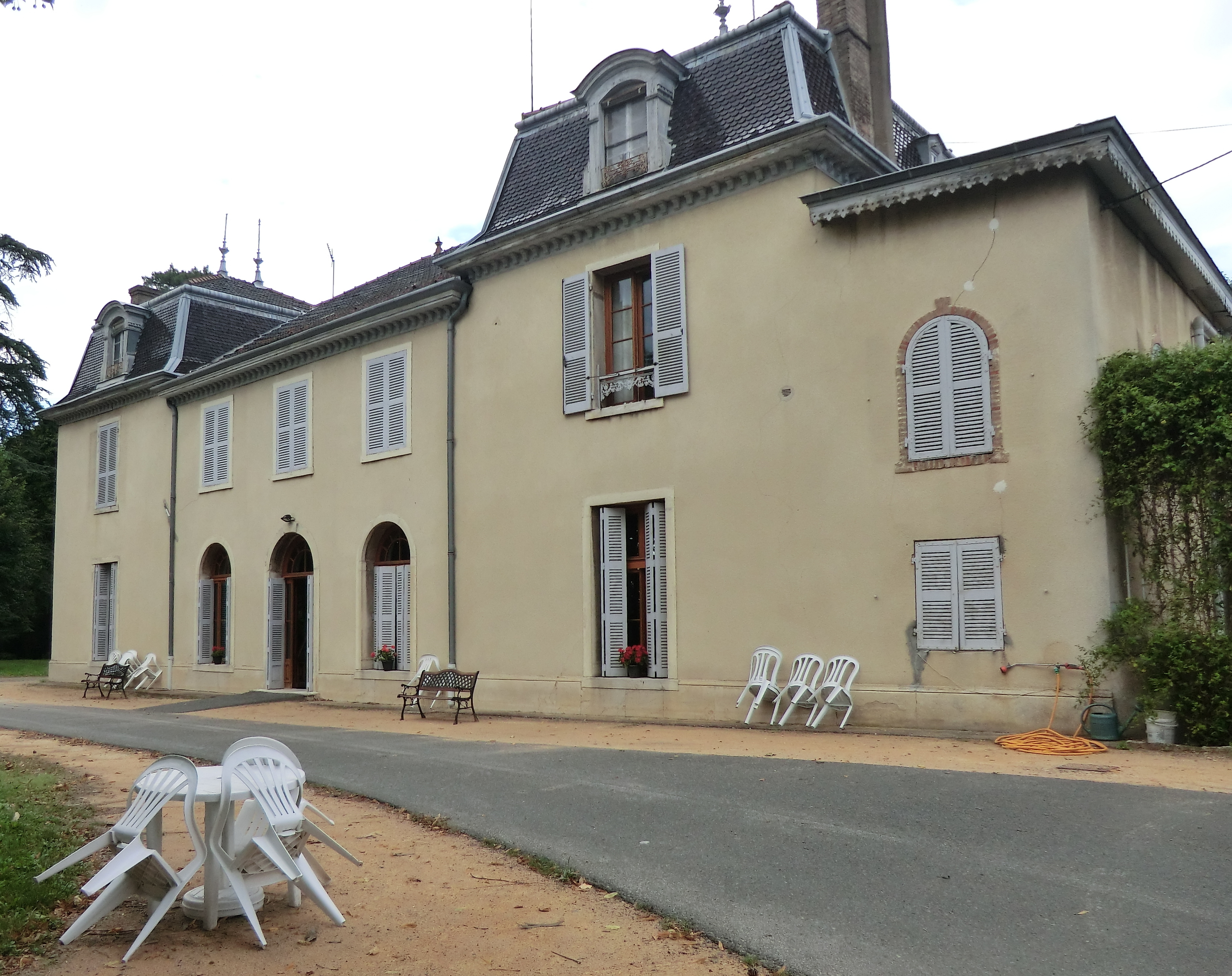
科尔塞勒城堡（法语：Château de Corcelles (Trévoux)）
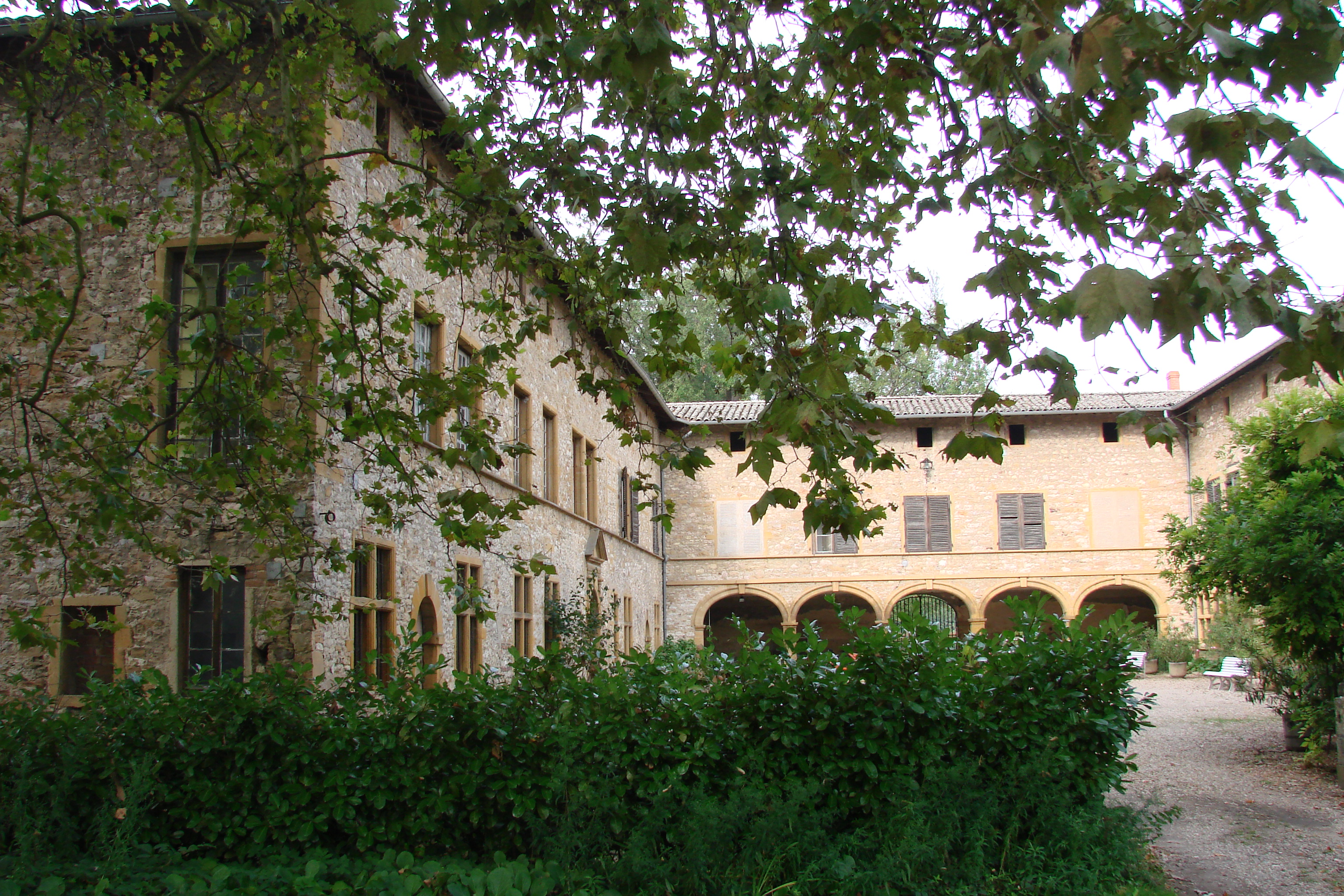
费唐城堡（法语：Château de Fétan）庭院
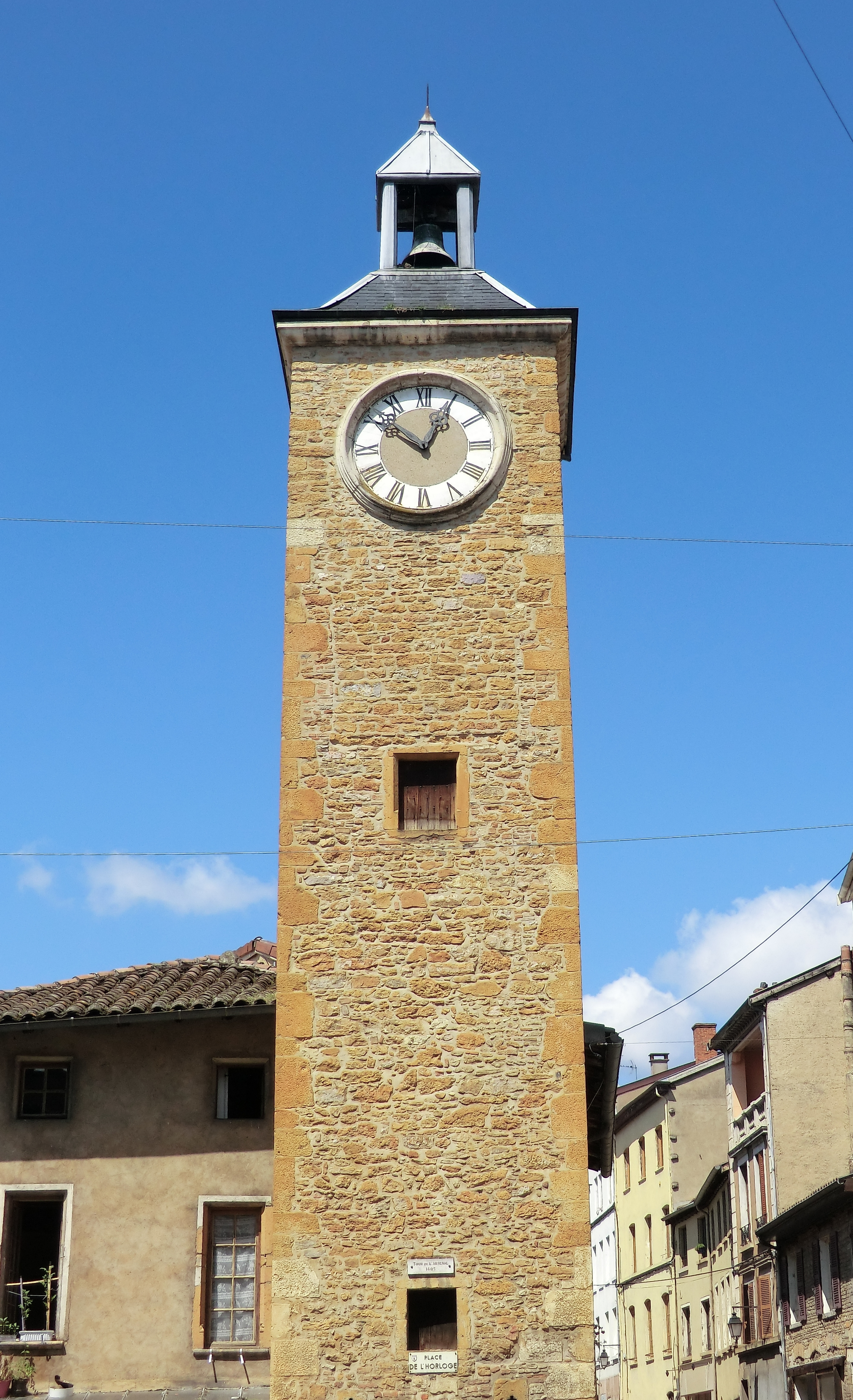
钟楼

### 旅游
特雷武的旅游事务由其所属的栋布索恩河谷市镇公共社区联合各级政府协调负责。2024年，特雷武境内共有1家酒店共计8间房间；另有1个露营地，可容纳共250辆露营车。

### 媒体
法国主要的媒体均可在特雷武接收，法国电视三台下属的奥弗涅-罗讷-阿尔卑斯大区频道在部分时段播出特雷武所在安省的地方新闻。《安省之声》、《进步报》、里昂第一广播、Scoop广播等是当地主要的地方性媒体。

## 相关人物
法国历史学家阿蒂尔·吉里、医学家安托万·马尼安和击剑运动员达尼埃尔·达加利耶出生于特雷武。

## 友好城市
截至2024年10月，特雷武共与一座城市建立了友好城市关系：
- 葡萄牙 里贝拉迪佩纳